# مشروع هواری بومدین
مشروع هواری بومدین (به عربی: مشروع هواري بومدين) یک شهرداری در الجزایر است که در ناحیه عبادله واقع شده‌است. مشروع هواری بومدین ۲٬۸۲۰ کیلومتر مربع مساحت و ۳٬۰۹۱ نفر جمعیت دارد و ۵۷۲ متر بالاتر از سطح دریا واقع شده‌است.